# Comissia
Comissia is een geslacht van haarsterren uit de familie Comatulidae.

## Soorten
- Comissia chadwicki A.H. Clark, 1912
- Comissia dawsoni (McKnight, 1977)
- Comissia decumatilos (McKnight, 1977)
- Comissia gracilipes A.H. Clark, 1912
- Comissia hispida A.H. Clark, 1911
- Comissia horrida (A.H. Clark, 1911)
- Comissia luetkeni A.H. Clark, 1909
- Comissia magnifica (Gislén, 1922)
- Comissia minuta (Gislén, 1922)
- Comissia norfolkensis McKnight, 1977
- Comissia parvula A.H. Clark, 1912
- Comissia spinosissima A.H. Clark, 1912
- Comissia venustus (A.H. Clark, 1909)